# Fredriksbergs BK
Fredriksbergs BK i Ronneby, bildad 1934, är en av Sveriges sydligaste och enda kvarvarande bandyklubbar i Blekinge.
Fredriksbergs Bandyklubb har under att antal år breddat och vuxit i omfattning, speciellt på ungdomssidan. Numera finns det lag hela vägen från skridskoskola, bandykul, U9, U11, U13, U15 samt Seniorlag i div 2 Småland. Dessutom finns det motionslag för både herr och dam samt en extra satsning på tjejbandy.
2011 blev hemmaplanen Lugnevi konstfrusen, efter 50 års väntan, vilket resulterade i en nominering till titeln "Årets Arena" i Bandysverige. Den kampen förlorade man till Sapa Arena i Vetlanda men premiärsäsongen på konstfrusen bana blev ändå succéartad.
A-laget gjorde sin bästa säsong i modern tid, med en mittenplacering i div 2 Småland, och vann publikligan i samma serie, med ett hemmasnitt på cirka 300 åskådare.
2014 anordnade Fredriksbergs bandyklubb Bandy-VM för P15 
2021 nominerades Fredriksbergs bandyklubb till årets ungdomsförening i Blekinge av RF Sisu i Blekinge.
Isarenan Lugnevi är en sportanläggning med besökare från hela Blekinge. Förutom bandyverksamheten är anläggningen öppen för kommunens skolor och gratis friåkning för ca 30 000 besökare årligen.

### Övriga källor
- Fredriksberg: ”Vi är redo att ta nästa steg” Svenska Bandyförbundet, 14 april 2012
- Bandy-VM till Ronneby SVT, 4 september 2013
- Första flickbandylaget i länet SVT, 4 december 2015
- Nyanlända fick prova på bandy SVT, 19 januari 2016
- Sölve Mattsson – bandyns idealist Bengt Mauritzson, 26 juli 2018
- Möt Sveriges sydligaste bandyklubb SR, 29 januari 2020
- Fredriksbergs nya tränare Sydöstran, 25 augusti 2021